# Процесуальне право
Процесуа́льне право — сукупність норм системи права, що безпосередньо регулюють суспільні відносини і сукупність галузей права, в яких основний акцент робиться на порядок захисту порушеного права в судових органах.
Процесуальне право нерозривно пов'язане з матеріальним правом. Їх можна розглядати як юридичні категорії, що виражають єдність двох сторін правового регулювання:
- безпосередньої юридичної регламентації суспільних відносин
- та процесуальних форм судового захисту цих відносин.

Галузі процесуального права входять до публічної частини права, і процесуальні відносини існують за наявності суб'єктів влади.
Норми галузей матеріального права спрямовані на регулювання суспільних відносин в їх дійсному існуванні.
Процесуальна процедура — порядок реалізації матеріальних прав, коли ці права оспорюються або порушуються, тобто для застосування й відновлення порушених прав потрібна певна процедура.
Процесуальне право виникло як необхідність реалізації (шляхом захисту) норм матеріального права.
Процесуальні норми (норми процесуального права) називають вторинним (по відношенню до матеріально-правових норм) регулятором суспільних відносин.
Процесуальні норми - це встановлені державою загальнообов'язкові правила поведінки суб'єктів процесуальних відносин, що забезпечуються системою державного примусу та іншого впливу і мають своїм завданням ефективне здійснення  судочинства.
При розв’язанні проблем прогалин в законодавстві набувають ознак джерел права прецедентна практика ЄСПЛ та Верховного Суду України. 

## Окремі галузі процесуального права
1. цивільно-процесуальне право
2. господарсько-процесуальне право
3. кримінально-процесуальне право
4. адміністративно-процесуальне право
5. конституційно-процесуальне право
6. право, що регулює третейський процес
7. міжнародне процесуальне право[3].